# Велика Безуглівка
Вели́ка Безу́глівка — село в Україні, у Новогалещинській селищній громаді Кременчуцького району Полтавської області. Населення становить 306 осіб. Орган місцевого самоврядування — Новогалещинська селищна рада.

## Географія
Село Велика Безуглівка знаходиться на відстані 1 км від лівого берега річки Рудька, примикає до смт Нова Галещина. Поруч проходить автомобільна дорога М22 (E577).

## Історія
19 вересня 2016 року село увійшло до складу Новогалещинської ОТГ Козельщинського району.
12 червня 2020 року, відповідно до розпорядження Кабінету Міністрів України № 721-р «Про визначення адміністративних центрів та затвердження територій територіальних громад Полтавської області», село увійшло до складу  Новогалещинської селищної громади.
19 липня 2020 року, в результаті адміністративно - територіальної реформи та ліквідації Козельщинського району, село увійшло до складу новоутвореного Кременчуцького району.